# Chiesa di Santo Stefano Protomartire (Villabassa)
La chiesa di Santo Stefano Protomartire, o semplicemente chiesa di Santo Stefano (in ted. Pfarrkirche St. Stephan), è la parrocchiale di Villabassa, in provincia di Bolzano e diocesi di Bolzano-Bressanone; fa parte del decanato di San Candido-Dobbiaco.

## Storia

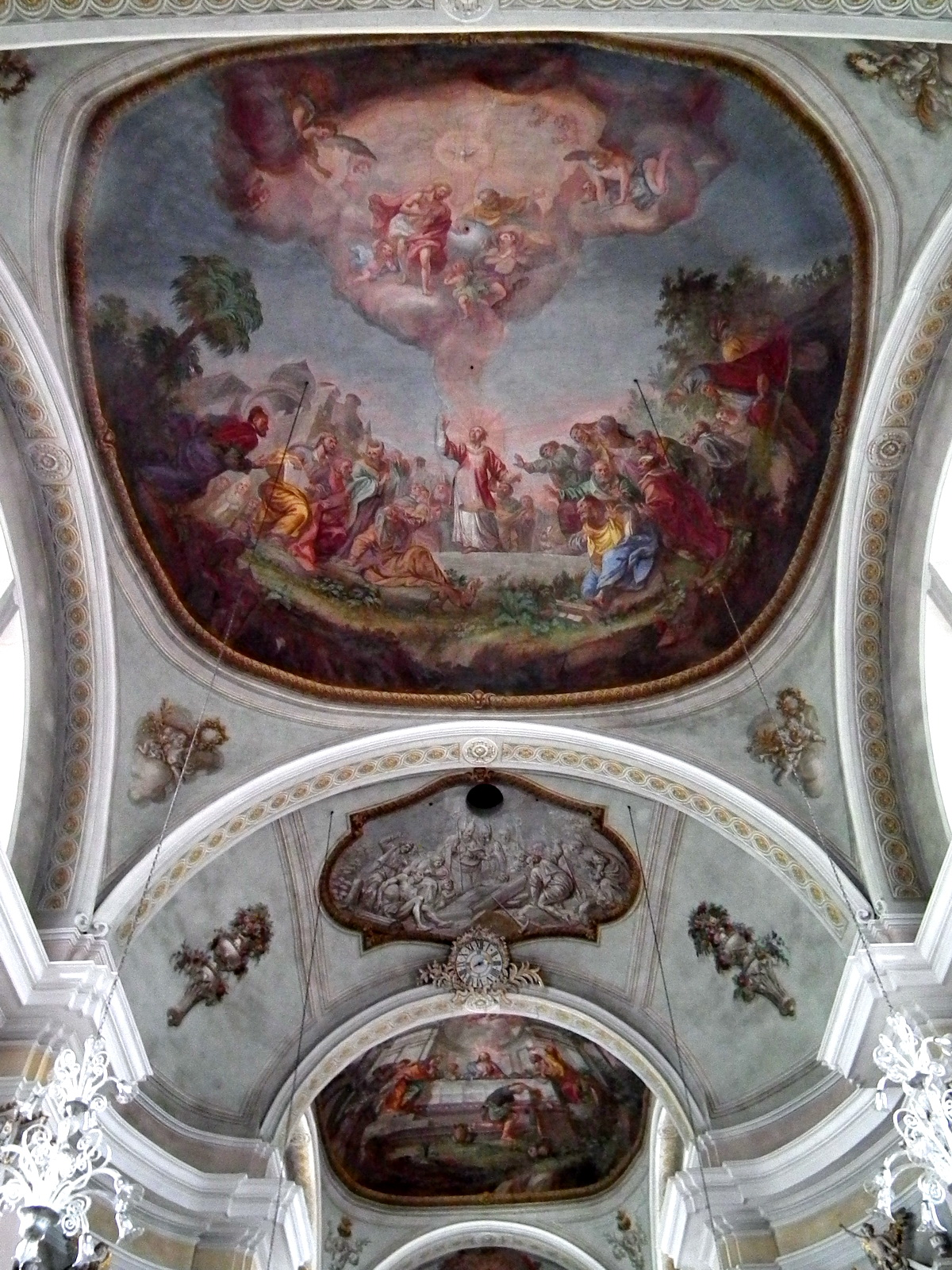
I dipinti del soffitto

La primitiva chiesa di Villabassa è attestata nel 1225, in qualità di chiesa parrocchiale, e attorno ad essa poi si sviluppò il paese.
Nel 1791 fu affidato all'ingegnere Johann Franz von Pernwerth il progetto della nuova chiesa, la prima pietra della quale venne posta l'anno successivo; i lavori di costruzione terminarono nel 1796 e la consacrazione fu impartita nel 1799.

## Descrizione
La chiesa si presenta in stile tardobarocco.
Opere di pregio conservate all'interno sono l'altare maggiore, costituito da colonnine, la pala d'altare con la Morte di San Giuseppe, eseguita da Martin Knoller, degli affreschi dipinti da Franz Altmutter ritraenti Gesù in Emmaus e santo Stefano davanti ai giudici e alcune sculture dell'artista Franz Nißl raffiguranti i santi Gerolamo, Maria Maddalena, Pietro e Davide.
Il campanile possiede un concerto di 6 campane in Reb3 calante, fuse dalla fonderia Luigi Colbacchini di Trento nel 1925.